# 尼基莱什·吉里
尼基莱什·钱德拉·吉里（羅馬化：Nikhiḷeśa Candra Giri，1978年6月1日—），印度外交官，曾任印度驻日本大阪-神户总领事、印度驻马来西亚副高级专员等职务。

## 经历
1978年6月1日出生於印度奥迪沙邦。他在烏特卡爾大學獲得了地質學碩士學位。在2002年加入印度外事服务部前，他曾短暫就讀於賈瓦哈拉爾·尼赫魯大學的區域發展研究中心。他还曾參加領導和管理方面的培訓計劃，由印度管理研究所邦加羅爾分校、印度管理研究所亞美達巴德分校、喬治·華盛頓大學和塔夫茨大學弗萊徹法律與外交學院提供。
他的第一個派駐地是2004年至2006年在埃及，他还在開羅美國大學學習了阿拉伯語。2006年至2009年，他被派駐在印度駐阿曼大使館，擔任政治、經濟和信息二等秘書。隨後他回到新德里，擔任處理印度與俄羅斯關係的副处长和处长，為期兩年。2011年至2015年，他在印度尼西亚雅加达先后担任印度駐印度尼西亚大使館和印度駐東盟使團一等秘書和參贊。2015年至2018年，擔任印度駐馬來西亞副高級專員。2018年初回到新德里後，他在外交部印太司担任副司长主任。同年12月，他被任命為西亞北非司聯秘（司长），并担任该职直到出任印度駐大阪-神戶總領事。
2021年8月24日，出任印度驻大阪-神户总领事。2024年离任。

## 个人生活
他与妻子贾扬蒂·吉里（Jayanti Giri）育有一子一女。